# EMD GP38
EMD GP38 – czteroosiowa lokomotywa spalinowa o mocy 1,5 MW produkcji amerykańskiej, używana w Ameryce Północnej oraz Arabii Saudyjskiej. Wyprodukowano 706 sztuk. Lokomotywa wyposażona jest w 16-cylindrowy silnik o mocy 2000 koni mechanicznych. W 1972 lokomotywy tej serii przebudowano do wersji GP38-2, należącej do wariantu Dash-2. Ogółem wyprodukowano 2215 sztuk wariantu GP38-2.